# Le Provençal
Ne doit pas être confondu avec La Provence, Le Petit Provençal ou Provençal.
Pour les articles homonymes, voir Provence (homonymie) et La Provençale.
Le Provençal est un Quotidien régional publié à Marseille de 1944 à 1997. À cette date, il fusionne avec Le Médidional pour devenir La Provence.

## Historique

### AvantLe Provençal:Le Petit ProvençaletLa Jeune République

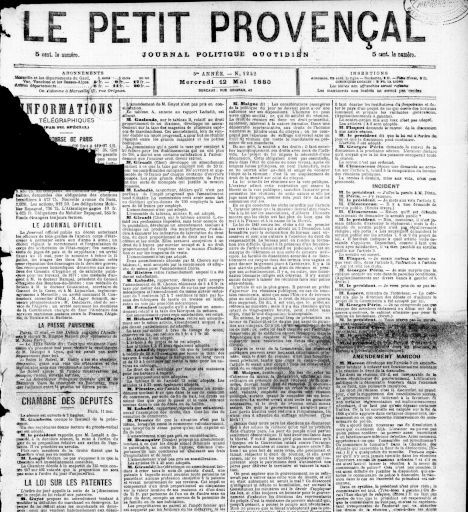
"Une" du journal Le Petit Provençal le 12 mai 1880

À l'origine, Le Provençal s'appelait Le Petit Provençal, journal quotidien régional de Marseille et du sud-est de la France, publié entre 1880 et 1944.
Geoffroy Velten (1831-1915), un homme d'affaires luthérien et alsacien installé à Marseille, et Jean-Baptiste-Amable Chanot (1855-1920) avocat et maire de Marseille, sont à l'origine de la création de la première version du Petit Provençal dont le titre était La Jeune République.

### Années 1930 à 1945
Vincent Delpuech (1888-1966), journaliste et homme politique après avoir été administrateur-directeur du journal Le Radical (de Marseille) de 1921 à 1933, puis coadministrateur du Bavard en 1931, devient en 1933 président du conseil d'administration du Petit Provençal. Il donne un nouveau souffle au journal, en multipliant les pages spéciales sur le sport, la culture, l'agriculture, faisant du quotidien l'un des plus importants supports de presse du sud-est de la France.
Le 19 juin 1940, le journal publia en Une l'appel du général De Gaulle. Mais à partir de 1941, le journal soutient de plus en plus la politique du régime de Vichy[réf. nécessaire].
En août 1944 durant les combats pour la libération de la ville, Xavier Culioli (1896-1978) (futur secrétaire général de la police pour les Bouches-du-Rhône et futur directeur du Provençal, grand résistant et militant socialiste), Nick Venturi (1923-2008), truand notoire du milieu marseillais, et André Ambrosi (1914-1964) militaire s'étant récemment évadé du camp de Sens (Yonne) et membre très actif des FFI "libèrent" et occupent le siège du Petit Provençal, accompagnés de plusieurs hommes armés.
En fait, le groupe de presse réalise l'opération au bénéfice de Gaston Defferre, dirigeant du réseau de résistance "Brutus", et futur maire de Marseille, qui s’appropriera purement et simplement le quotidien, en s'en attribuant une majorité de parts avec son épouse Andrée Aboulker[réf. nécessaire].

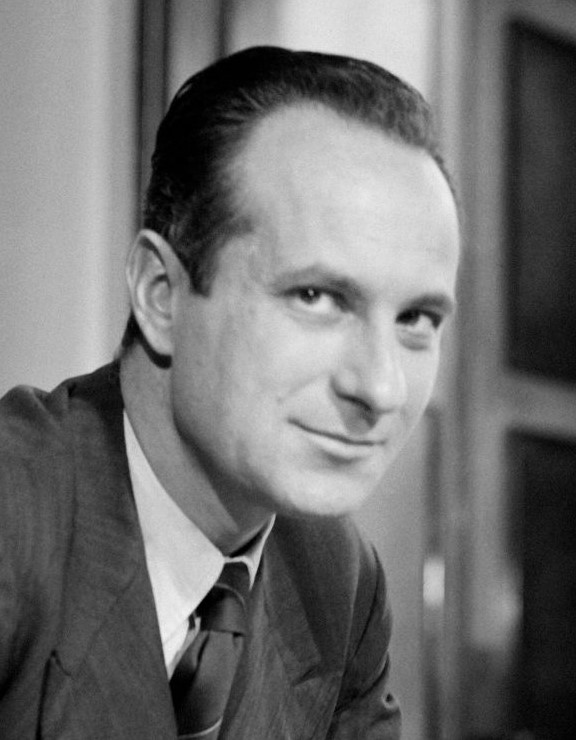
Photographie de Gaston Defferre

### De 1945 à 1996
C'est alors que le journal est rebaptisé Le Provençal, nom qu'il conservera jusqu'en 1997 date à laquelle le titre fusionne avec Le Méridional pour devenir La Provence.
Deux journalistes, Georges Lustac et Henri Noguères, socialistes, amis et collaborateurs de Gaston Defferre,,,, s'appuient sur ce journal pour fonder en 1950 un concurrent de l'AFP, l'Agence centrale de presse, qui fédère une vingtaine de journaux régionaux.

### Caractéristiques éditoriales
Le journal a été le soutien politique indéfectible de son propriétaire Gaston Defferre, permettant notamment a ce dernier de conquérir la Mairie de Marseille en 1953 et de la conserver sans interruption jusqu’à son décès en mai 1986[réf. nécessaire].
Politiquement, le titre défendra toujours les vues de son actionnaire principal, comme sa délicate sensibilité de gauche, son indulgence proverbiale vis-à-vis des milieux criminels de la ville de Marseille, et sa volonté farouche de voir décentraliser les prises de décisions concernant les gros contrats publics depuis l'État vers les collectivités locales, politique qu'il parviendra à mettre en œuvre en tant que ministre de l'intérieur entre 1981 et 1984 sous le premier septennat de François Mitterrand.
Aujourd'hui, les archives du journal depuis 1960 sont conservées dans les locaux du journal La Provence, par son service documentation.